# Ytter-Torget
Ytter-Torget est une localité du comté de Nordland, en Norvège.

## Géographie
Administrativement, Ytter-Torget fait partie de la kommune de Brønnøy.